# Isthmian League
Isthmian League - regionalna liga piłkarska działająca na terenie Londynu i South East England. Powszechnie znana pod nazwą oficjalnego sponsora: Ryman League. Jej historyczne nazwy to: Diadora League, ICIS League, Rothmans Isthmian League, Vauxhall-Opel League, Berger Isthmian League i Servowarm Isthmian League.